# Suctobelbella hamata
Suctobelbella hamata är en kvalsterart som beskrevs av Johann Wilhelm Karl Moritz 1970. Suctobelbella hamata ingår i släktet Suctobelbella och familjen Suctobelbidae. Inga underarter finns listade i Catalogue of Life.